# Dominique Hischier
Dominique Hischier né en 1978 à Genève est un judoka suisse.
Il pratique le judo depuis l'âge de 6 ans, et il est devenu professionnel en 1998. Il évolue dans la catégorie -90 kg et il s'entraine au Judo Club Versoix près de Genève.

## Palmarès
Championnats du Monde de judo
- 9e place, Le Caire (Égypte), 2005
- 7e place, Rotterdam (Pays-Bas), 2009

Championnats du Monde universitaire
- médaille de bronze, Suwon (Corée) 2006
- médaille de bronze, Malaga (Espagne) 2000

Championnat de Suisse Elite
- 1998 Champion Suisse
- 1999 Champion Suisse
- 2000 2e place
- 2002 Champion Suisse
- 2004 Champion Suisse
- 2007 Champion Suisse
- 2008 Champion Suisse
- 2009 Champion Suisse